# Lupinus laetus
Lupinus laetus är en ärtväxtart som beskrevs av Elmer Ottis Wooton och Paul Carpenter Standley. Lupinus laetus ingår i släktet lupiner, och familjen ärtväxter. Inga underarter finns listade i Catalogue of Life.